# Меморіальний комплекс «Героям-артилеристам»
Меморіа́льний ко́мплекс «Геро́ям-артилери́стам» — меморіальний комплекс присвячений радянським артилеристам, учасникам Курської битви. Розташований на Тепловських висотах поблизу села Теплого Понировського району Курської області Російської Федерації. Складається із пам'ятника «Героям-артилеристам, загиблим у битві на північному фасі Курської дуги у 1943 році» та братської могили, де поховано понад тисячу радянських воїнів, які загинули на понирівській землі. Пам'ятник встановлений згідно з рішенням Військової ради Центрального фронту та урочисто відкритий 26 листопада 1943 року.

## Передісторія
З початком Курської битви 5 липня 1943 року один з головних ударів наступу Вермахту був спрямований на Ольховатку. Не досягнувши тут успіху, німецьке командування перенесло удар на станцію Понирі, але, діставши й там відсіч, знову відновило наступ на Ольховатку. Найбільш кровопролитні бої розгорнулися на висотах біля сіл Самодурівки та Теплого.
Командування 9-ї армії Вермахту вирішило завдати головного удару на стику 13-ї та 70-ї армій. У бій за висоти залучили 300 німецьких танків, артилерію, авіацію. Оборону тримала батарея капітана Георгія Ігішева, яка вже при першій атаці вивела з ладу 19 ворожих танків. 8 липня, коли всі гармати вийшли з ладу, автоматники та артилеристи на чолі з Георгієм Ігішевим у рукопашній сутичці відстояли вогневу позицію та оборонний рубіж. У цьому бою артилеристи, серед них Георгій Ігішев, загинули, але не пропустили навали ворога. Командир батареї посмертно відзначений званням Героя Радянського Союзу.

## Опис пам'ятника
На постаменті 17-метрового обеліска встановлена 76-мм гармата № 2242 сержанта Катюшенка. У 1967 році, у зв'язку з 25-річчям Курської битви, вирішено реконструювати пам'ятник воєнного часу. Проєкт створив архітектор Марк Теплицький. П'єдестал для гармати оброблений чорним полірованим гранітом з фризом вгорі у вигляді гвардійської об'ємної стрічки з написами з накладних літер. На головному фасаді постаменту висічено напис:
На фризі золоченими літерами накреслені слова: 

## Сучасність
9 вересня 2023 року на території меморіального комплексу відбулася церемонія поховання 45 радянських солдатів і офіцерів, які загинули в липні 1943 року під час боїв на північній ділянці Курської битви. Останки червоноармійців знайдено протягом 2021—2023 років із застосуванням пошукових систем під час робіт. Також відкрито 3 меморіальні плити з іменами бійців.